# ويندهام ديفيز
ويندهام ديفيز (بالإنجليزية: Wyndham Davies)‏ هو سياسي بريطاني (وحمل سابقاً جنسية المملكة المتحدة لبريطانيا العظمى وأيرلندا)، ولد في 3 يونيو 1926، وتوفي في 4 ديسمبر 1984. حزبياً، نشط في حزب المحافظين. في الانتخابات العامة في المملكة المتحدة 1964 ‏، انتخب عضو البرلمان الثالث والأربعون للمملكة المتحدة عن دائرة برمنغهام، بيري بر (15 أكتوبر 1964 – 10 مارس 1966).